# Born to Die Tour
«Born to Die Tour» — перший концертний тур американської співачки Лани Дель Рей на підтримку свого другого студійного альбому «Born to Die». Тур розпочався 14 вересня 2011 року в Брукліні, США, а закінчився 25 вересня 2012 року в Лондоні, Велика Британія.

## Історія
Перша частина туру спочатку була запланована на серпень та вересень 2011 року з лише чотирма запланованими концертами на дуже маленьких майданчиках у Берліні, Лондоні, Нью-Йорку та Лос-Анджелесі. Білети були розпродані настільки швидко, що Дель Рей відклала концерти, перенесла їх у більші зали, а також додала багато нових дат.
Незадовго до офіційного початку туру Дель Рей виступила хедлайнером секретного концерту в Нью-Йорку 14 вересня 2011 року, де вона виступала під псевдонімом «Королева Коні-Айленда» (англ. Queen of Coney Island). 4 листопада в барі The Ruby Lounge у Манчестері, Сполучене Королівство, відбувся перший концерт туру, офіційний концертний дебют під псевдонімом Лана Дель Рей. Етап 2011 року завершився 7 грудня в Лос-Анджелесі, Сполучені Штати.
Частина туру у 2012 році спочатку складалася з трьох концертів у Лос-Анджелесі в театрі El Rey і трьох в Irving Plaza в Нью-Йорку. Пізніше в розклад турів були включені різноманітні хедлайнерські шоу в Австралії і музичні фестивалі по Європі. Тур завершився 25 вересня в Лондоні, Велика Британія, на фестивалі iTunes 2012.

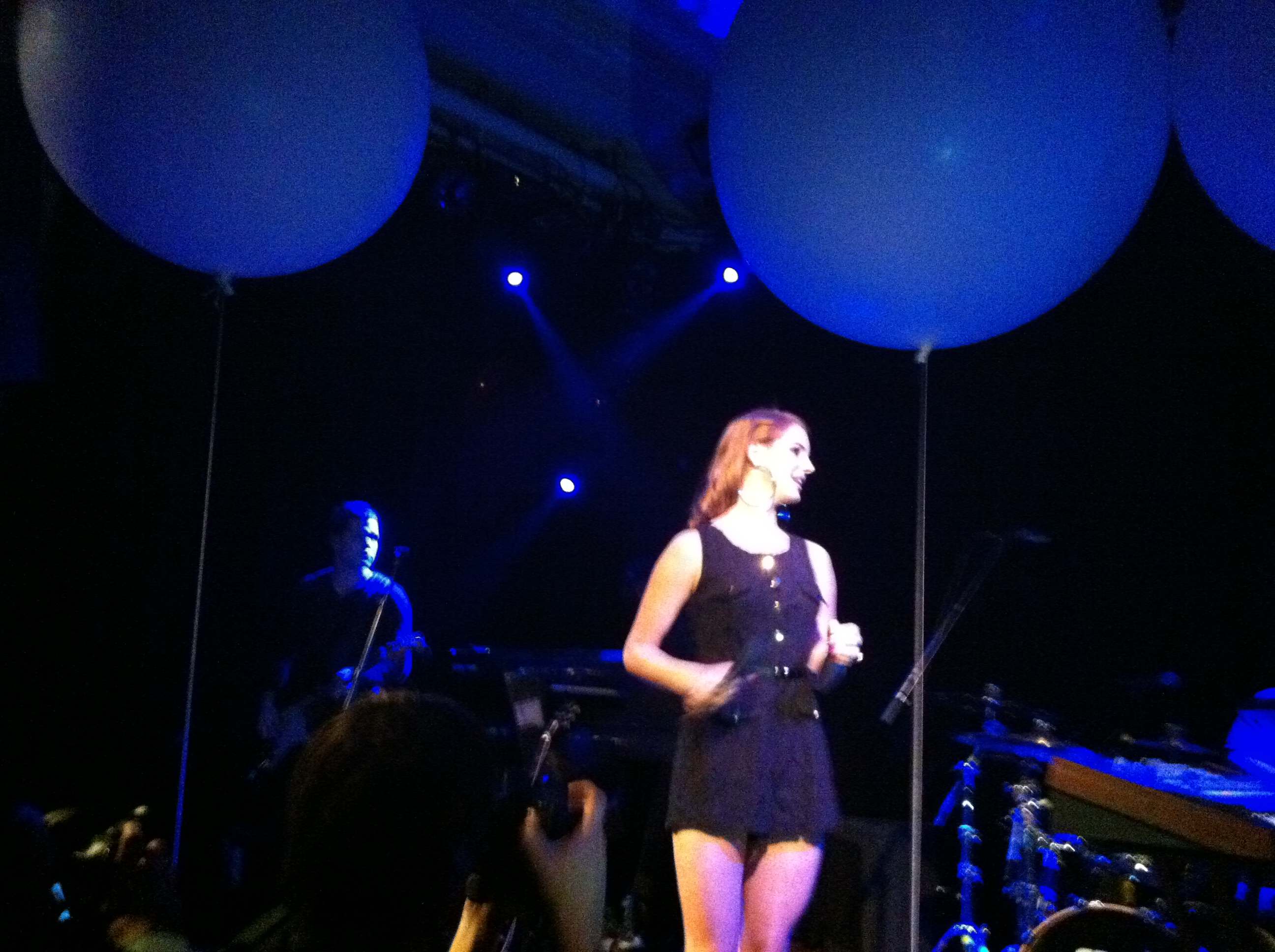
Лана Дель Рей на концерті в Амстердамі 10 листопада 2011 року

## Сцена і візуал концертів
Концерти з першого етапу туру з листопада по грудень 2011 року відбувалися на простій сцені, оскільки більшість майданчиків були досить невеликими. Єдиним помітним реквізитом були численні великі світлові фігури, схожі на повітряні кулі, які служили дисплеями для візуальних відео Дель Рей. Візуальні зображення, що змінювалося під час виконання різних пісень-це в основному кадри з різноманітних фільмів і з музичних кліпів Лани.
Сцена, підготовлена для другого етапу туру (2012), була значно складнішою, оскільки на ній був присутній оркестр і більший екран для візуальних відео Дель Рей. Сценічний реквізит включав пальми та інші рослини, які пізніше були використані в дизайні сцени для наступного туру Лани Paradise Tour (2013—2014). Оформлення сцени часто змінювалося для окремих концертів і не було ідентичним на всіх шоу.

## Сет-лист
Офіційний сет-лист свого першого концертного туру Лана Дель Рей опублікувала у своєму офіційному обліковому записі в соцмережі Twitter.

### Список пісень, що виконувалися на концертах

#### 2011
1. «Without You»
2. «Born to Die»
3. «Blue Jeans»
4. «Radio»
5. «Million Dollar Man»
6. «Video Games»
7. «Summertime Sadness»
8. «Dark Paradise»
9. «You Can Be the Boss»
10. «Diet Mountain Dew»
11. «Off to the Races»

#### 2012
1. «Blue Jeans»
2. «Body Electric»
3. «Born to Die»
4. «Lolita»
5. «Summertime Sadness»
6. «Without You»
7. «Million Dollar Man»
8. «Heart-Shaped Box»
9. «Carmen»
10. «Video Games»
11. «Radio»
12. «National Anthem»

## Дати концертів

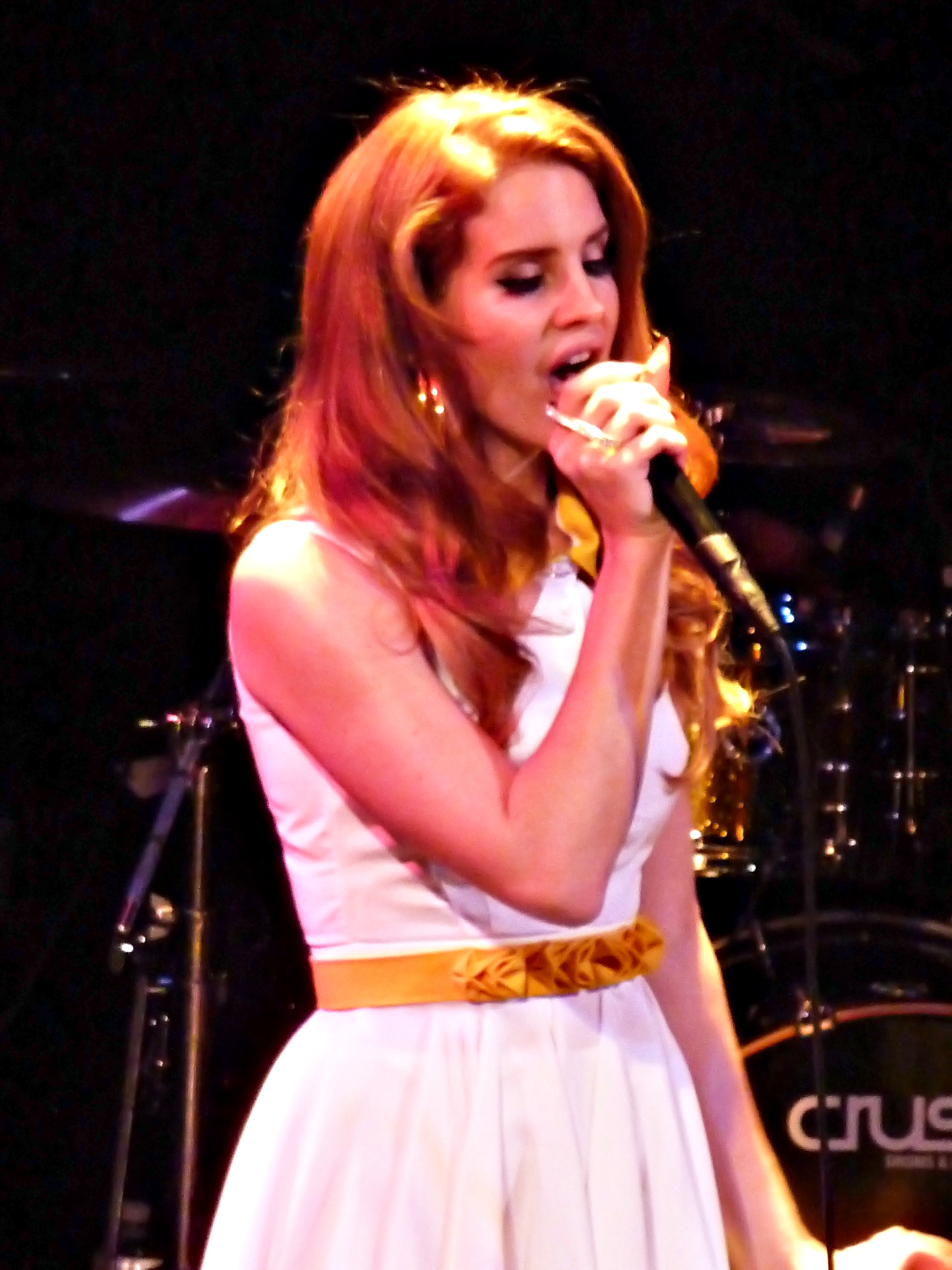
Лана Дель Рей виступає 5 грудня 2011 року в Брукліні.

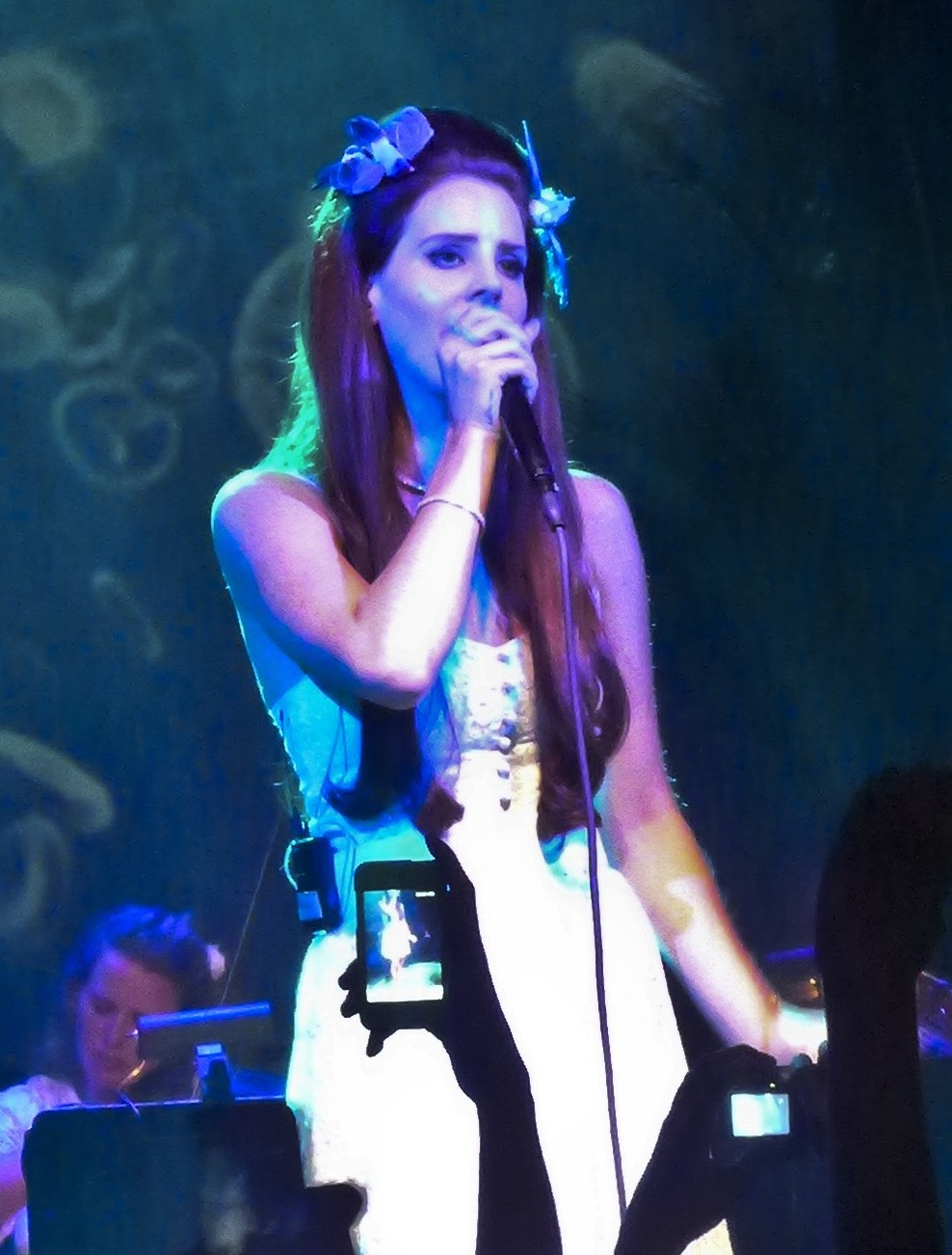
Лана Дель Рей на концерті в Нью-Йорку 7 червня 2012 року.

| Дата              | Місто          | Країна          | Місце проведення                         |
| ----------------- | -------------- | --------------- | ---------------------------------------- |
| Північна Америка  |                |                 |                                          |
| 14 вересня 2011   | Нью-Йорк       | США             | Glasslands Gallery                       |
| Європа            |                |                 |                                          |
| 4 листопада 2011  | Манчестер      | Велика Британія | The Ruby Lounge                          |
| 5 листопада 2011  | Глазго         | Велика Британія | Òran Mór                                 |
| 7 листопада 2011  | Париж          | Франція         | Nouveau Casino                           |
| 10 листопада 2011 | Амстердам      | Нідерланди      | Paradiso Kleine Zaal                     |
| 12 листопада 2011 | Кельн          | Німеччина       | Gebäude 9                                |
| 14 листопада 2011 | Берлін         | Німеччина       | Volksbühne                               |
| 16 листопада 2011 | Лондон         | Велика Британія | Scala                                    |
| 17 листопада 2011 | Бірмінгем      | Велика Британія | HMV Institute, Digbeth — The Library     |
| Північна Америка  |                |                 |                                          |
| 30 листопада 2011 | Торонто        | Канада          | The Mod Club                             |
| 5 грудня 2011     | Нью-Йорк       | США             | The Bowery Ballroom                      |
| 7 грудня 2011     | Голлівуд       | США             | Troubadour                               |
| 7 лютого 2012     | Лос-Анджелес   | США             | Amoeba Music                             |
| 9 лютого 2012     | Сан-Франциско  | США             | Amoeba Music                             |
| 10 березня 2012   | Сіетл          | США             | Easy Street Records, Queen Anne Location |
| Європа            |                |                 |                                          |
| 10 квітня 2012    | Лондон         | Велика Британія | Jazz Cafe                                |
| 12 квітня 2012    | Мілан          | Італія          | Alacatraz Milano                         |
| Північна Америка  |                |                 |                                          |
| 3 червня 2012     | Лос-Анджелес   | США             | El Rey Theatre                           |
| 4 червня 2012     | Лос-Анджелес   | США             | El Rey Theatre                           |
| 5 червня 2012     | Лос-Анджелес   | США             | El Rey Theatre                           |
| 7 червня 2012     | Нью-Йорк       | США             | Irving Plaza                             |
| 8 червня 2012     | Нью-Йорк       | США             | Irving Plaza                             |
| 10 червня 2012    | Нью-Йорк       | США             | Irving Plaza                             |
| Європа            |                |                 |                                          |
| 15 червня 2012    | Барселона      | Іспанія         | Sónar Festival                           |
| 17 червня 2012    | Лондон         | Велика Британія | Loveox Festival                          |
| 22 червня 2012    | Острів Вайт    | Велика Британія | Isle of Wight Festival                   |
| 24 червня 2012    | Лондон         | Велика Британія | Radio 1's Hackney Weekend                |
| 27 червня 2012    | Тромой         | Норвегія        | Hove Festival                            |
| 29 червня 2012    | Верхтер        | Бельгія         | Rock Werchter Festival                   |
| 1 липня 2012      | Бельфор        | Франція         | Eurockéennes                             |
| 4 липня 2012      | Монтре         | Швейцарія       | Джазовий фестиваль в Монтре              |
| 5 липня 2012      | Лондон         | Велика Британія | Chiswick House Festival                  |
| 6 липня 2012      | Сезімбра       | Португалія      | Super Bock Super Rock                    |
| 13 липня 2012     | Саффолк        | Велика Британія | Latitude Festival, Southwold             |
| 15 липня 2012     | Грефенхайніхен | Німеччина       | Melt! Festival                           |
| Океанія           |                |                 |                                          |
| 21 липня 2012     | Аделаїда       | Австралія       | Spin Off Festival                        |
| 23 липня 2012     | Мельбурн       | Австралія       | Palace Theatre                           |
| 24 липня 2012     | Мельбурн       | Австралія       | Palace Theatre                           |
| 26 липня 2012     | Сідней         | Австралія       | Enmore Theatre                           |
| 27 липня 2012     | Сідней         | Австралія       | Enmore Theatre                           |
| 28 липня 2012     | Байрон-Бей     | Австралія       | Splendour in the Grass                   |
| Європа            |                |                 |                                          |
| 30 липня 2012     | Рим            | Італія          | Palalottomatica                          |
| 31 липня 2012     | Рим            | Італія          | Palalottomatica                          |
| 2 серпня 2012     | Мілан          | Італія          | Mediolanum Forum                         |
| 3 серпня 2012     | Мілан          | Італія          | Mediolanum Forum                         |
| 5 серпня 2012     | Флоренція      | Італія          | Nelson Mandela Forum                     |
| 7 серпня 2012     | Турин          | Італія          | Palasport Olimpico                       |
| 8 серпня 2012     | Турин          | Італія          | Palasport Olimpico                       |
| 11 серпня 2012    | Болонья        | Італія          | Unipol Arena                             |
| 13 серпня 2012    | Пезаро         | Італія          | Adriatic Arena                           |
| 14 вересня 2012   | Варшава        | Польща          | National Theatre                         |
| 15 вересня 2012   | Баден-Баден    | Німеччина       | SWR3 Radio New Pop Festival              |
| 25 вересня 2012   | Лондон         | Велика Британія | iTunes Festival, Camden                  |